# Guvatfélék

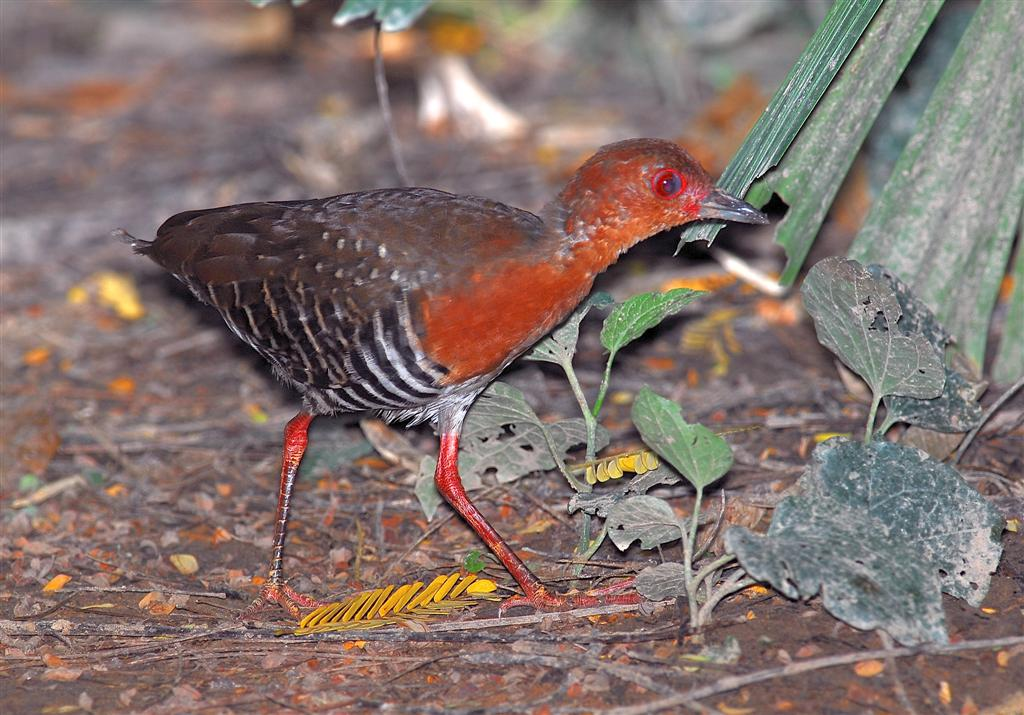
Maláj guvat (Rallina fasciata)

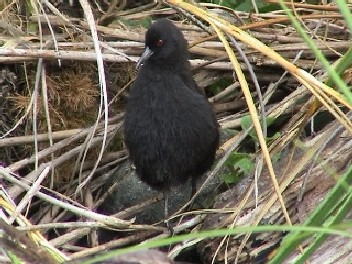
Atlantisz-guvat (Atlantisia rogersi)

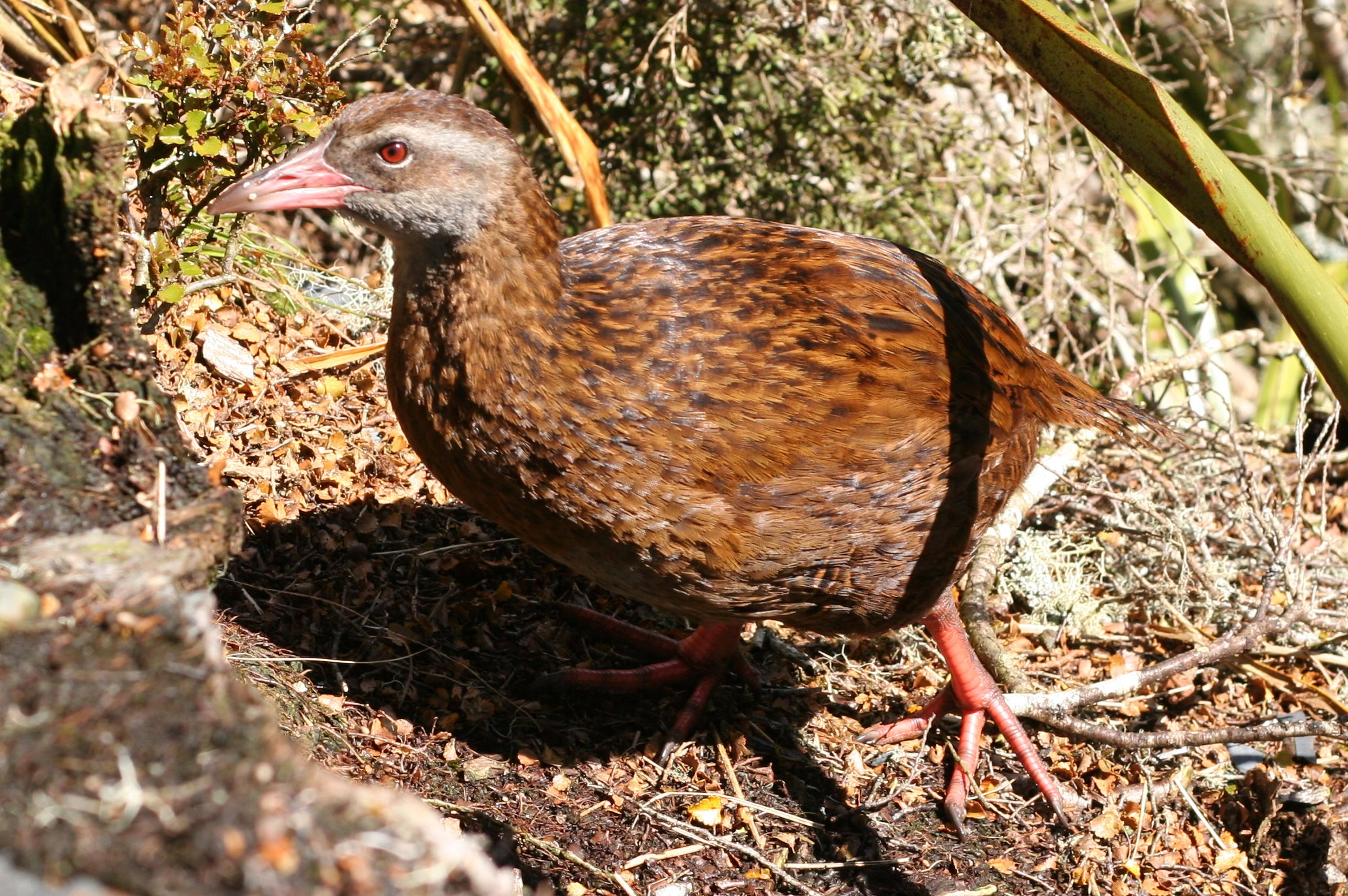
Weka (Gallirallus australis)

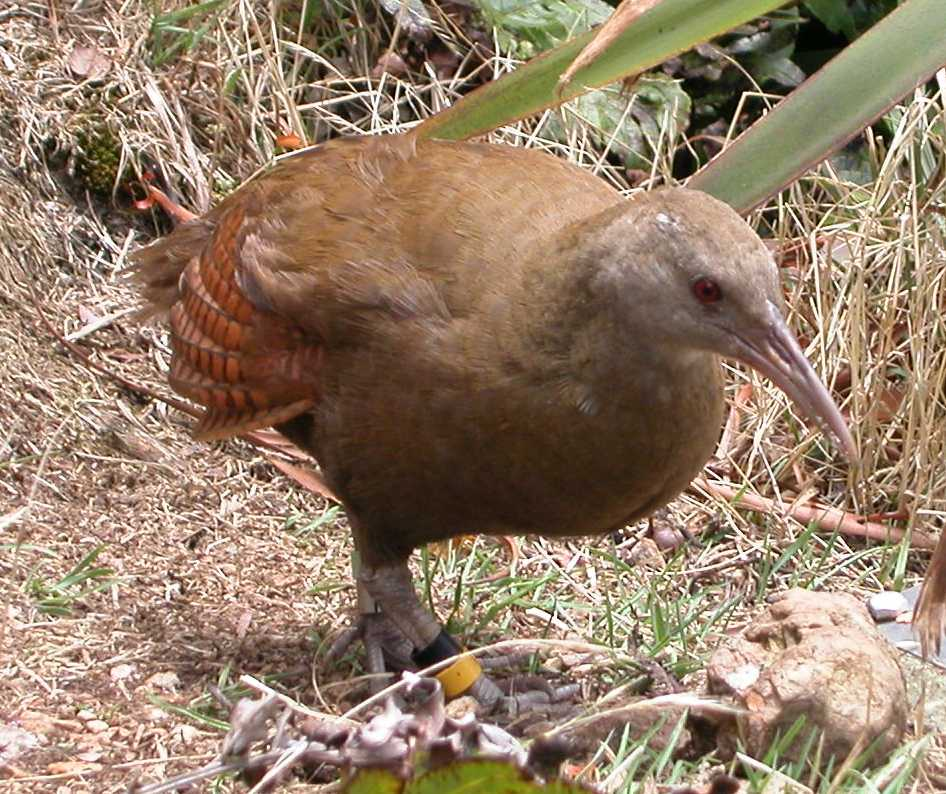
Barna bozótguvat (Gallirallus sylvestris)

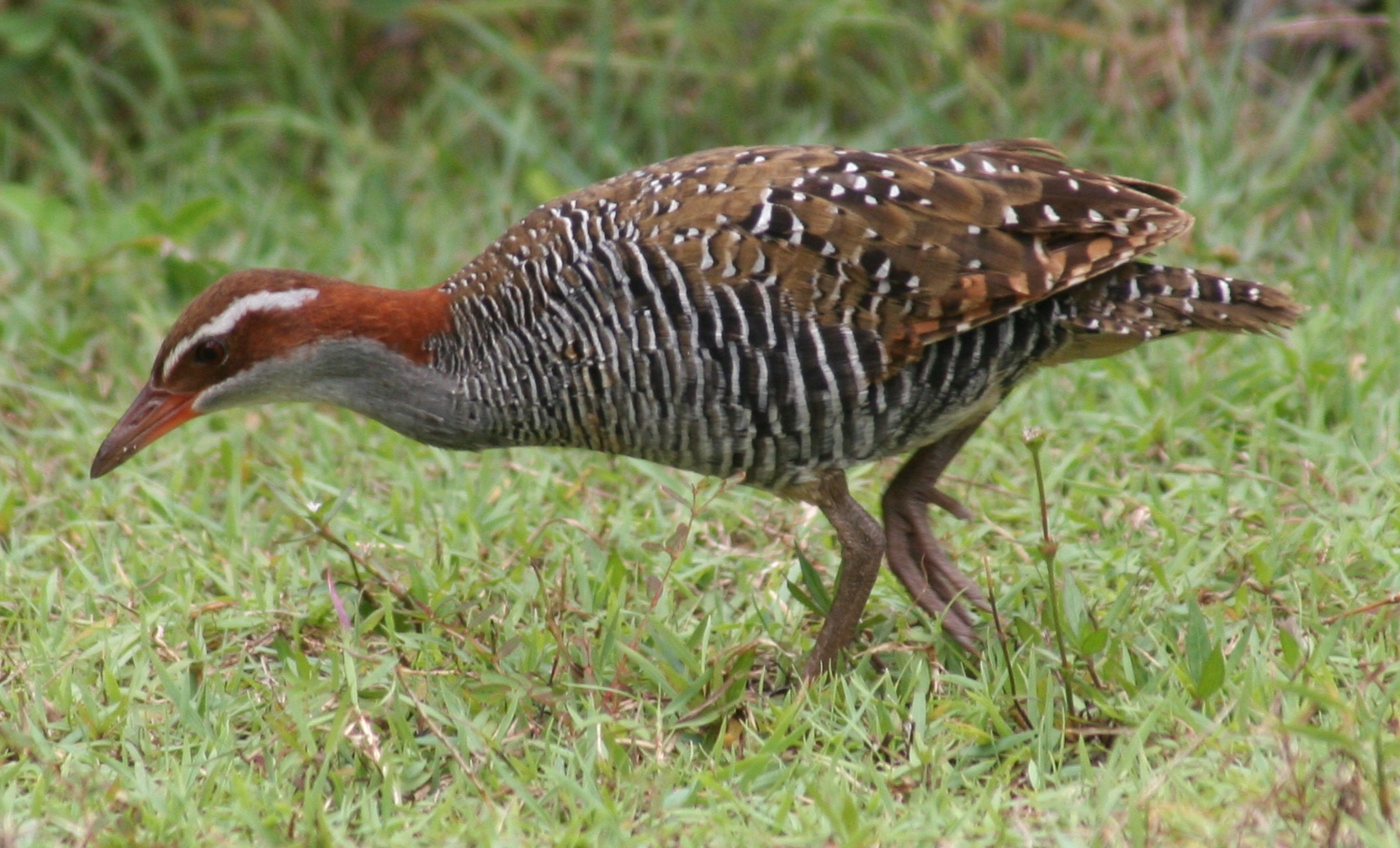
Szalagos guvat (Gallirallus philippensis)

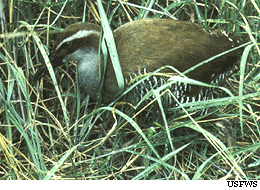
Guami guvat (Gallirallus owstoni)

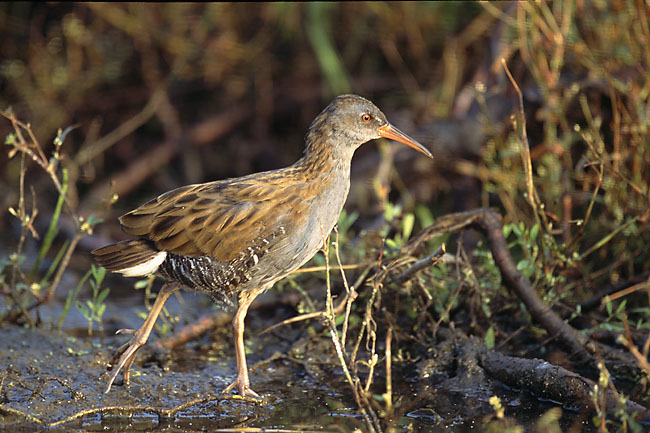
Guvat (Rallus aquaticus)

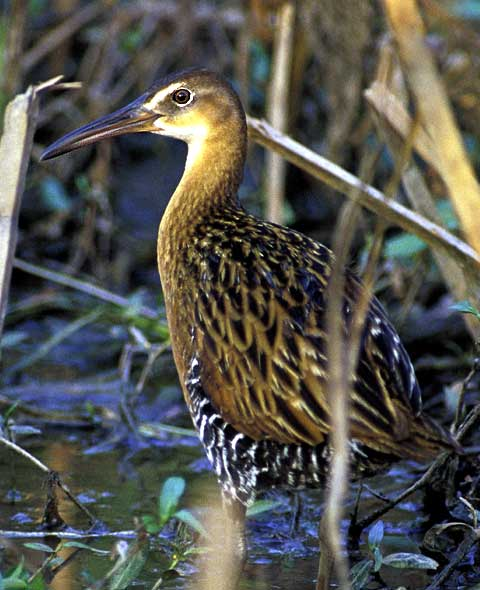
Királyguvat (Rallus elegans)

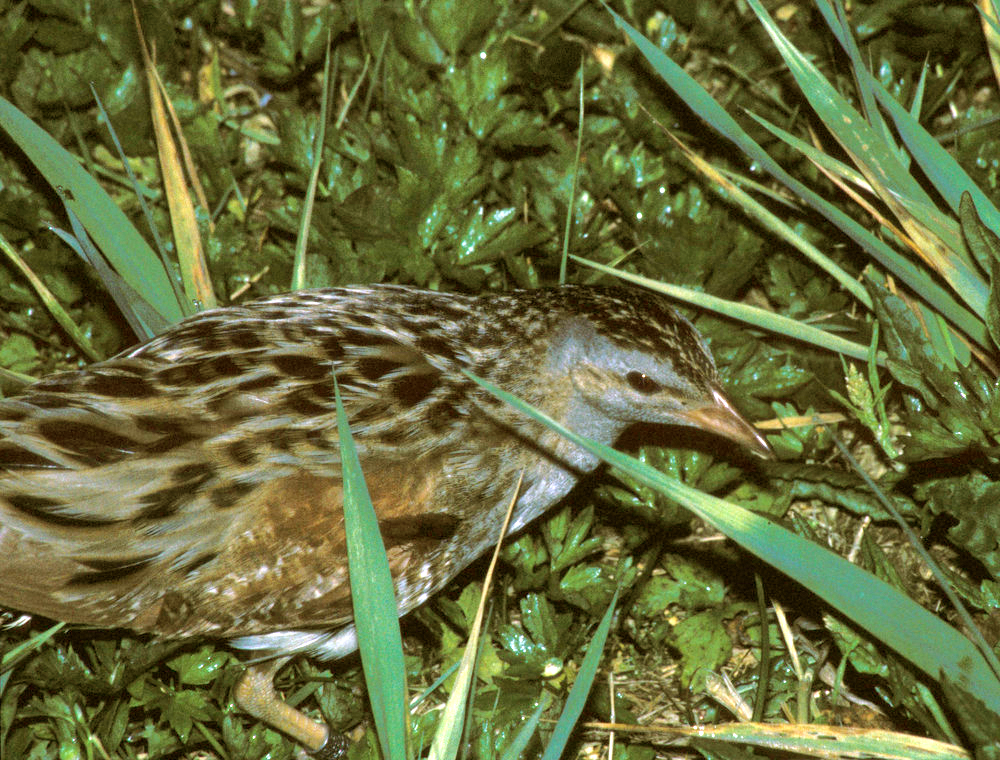
Haris (Crex crex)

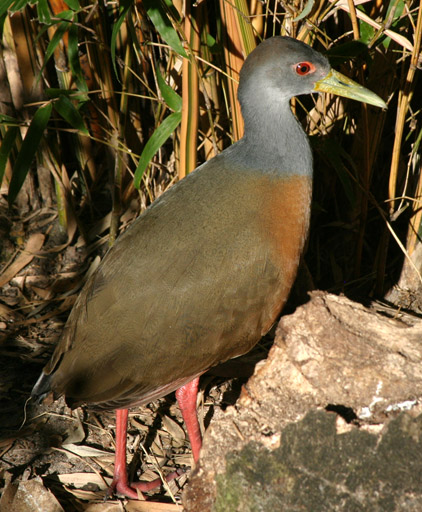
Szürkenyakú erdeiguvat (Aramides cajanea)

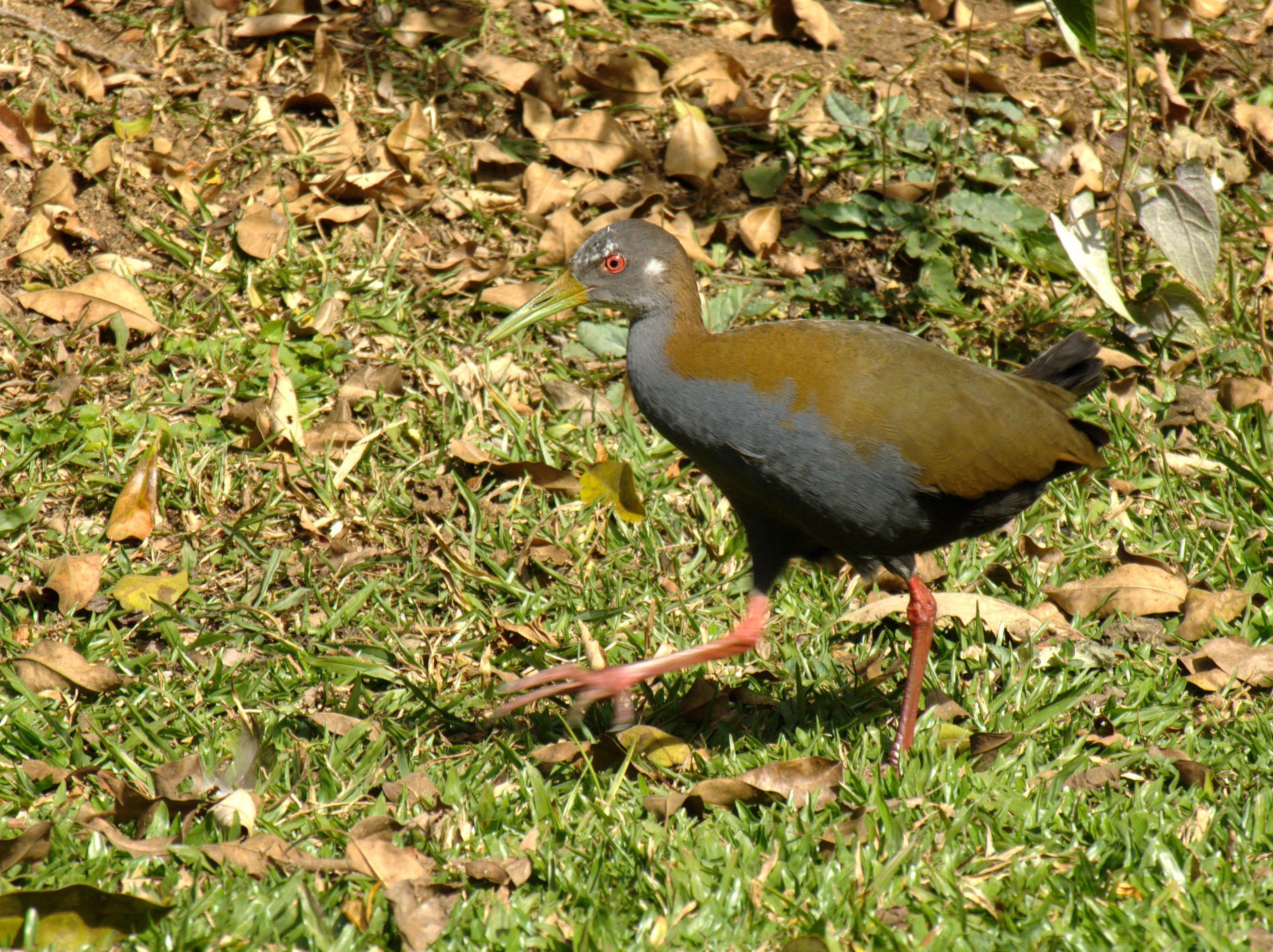
Saracura-guvat (Aramides saracura)

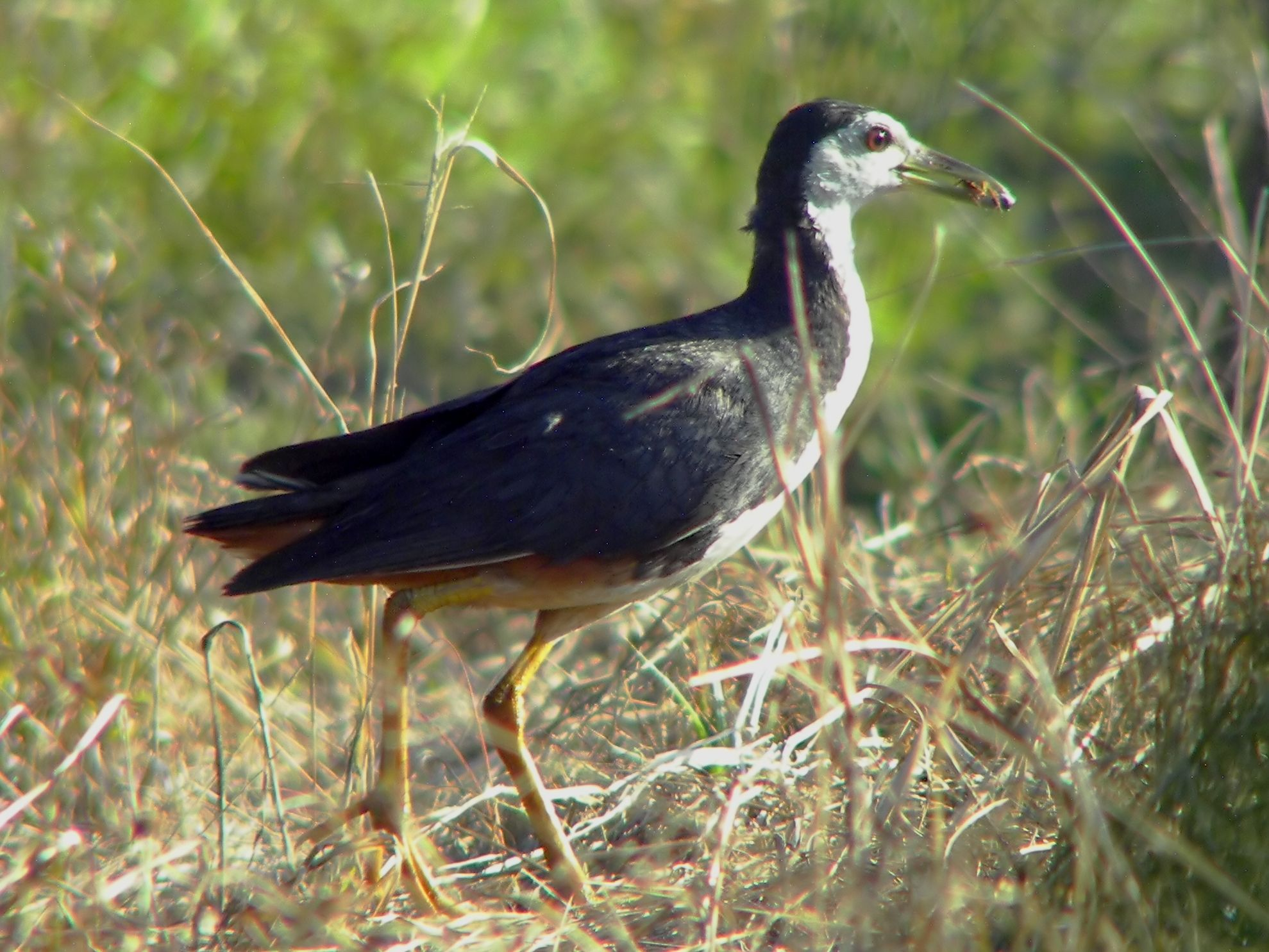
Fehérmellű lápityúk (Amaurornis phoenicurus)

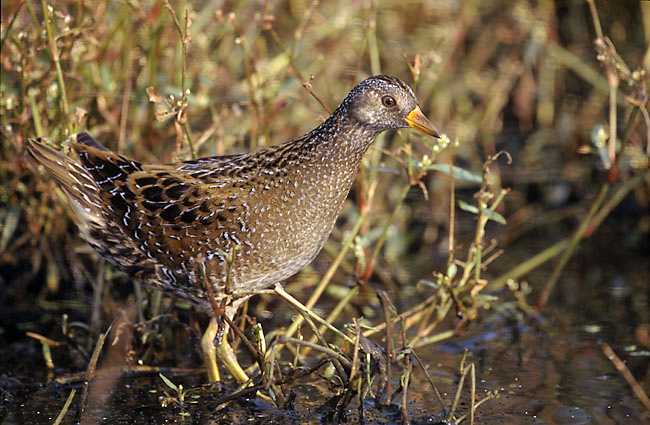
Pettyes vízicsibe (Porzana porzana)

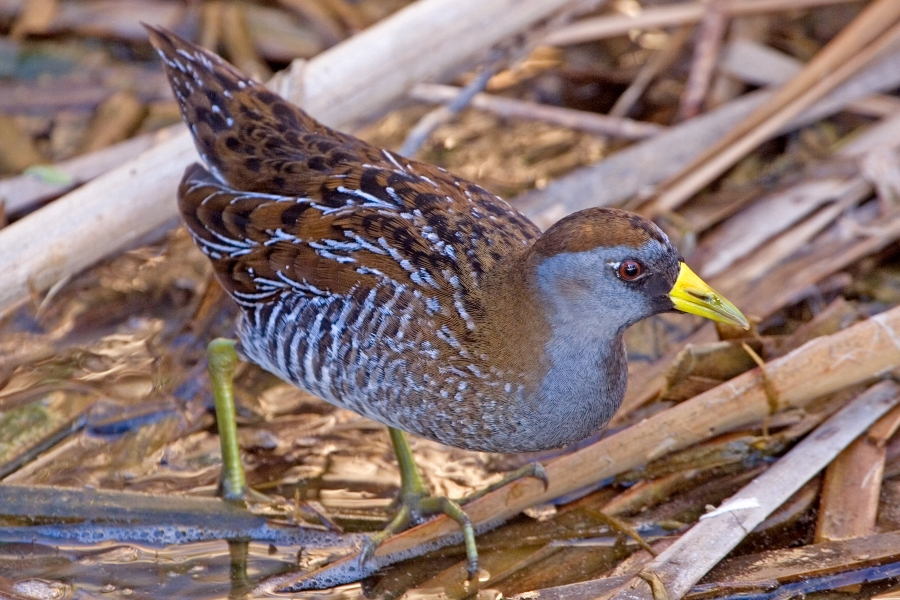
Álarcos vízicsibe (Porzana carolina)

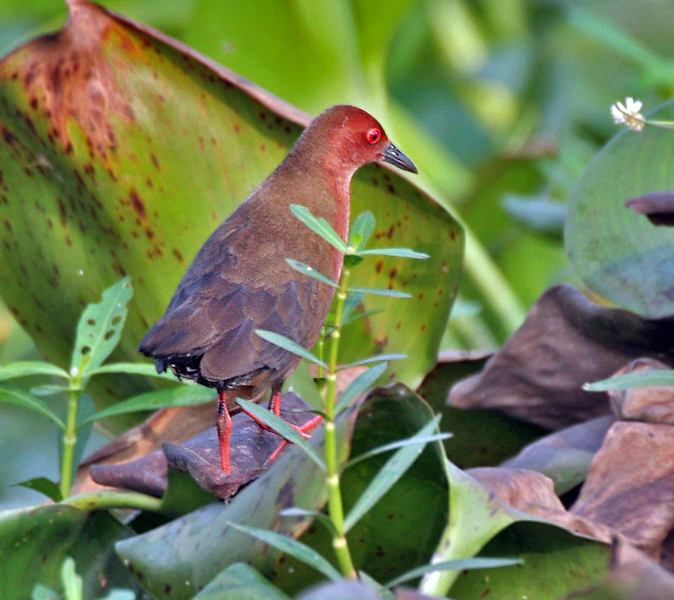
Fahéjszínű vízicsibe (Porzana fusca)

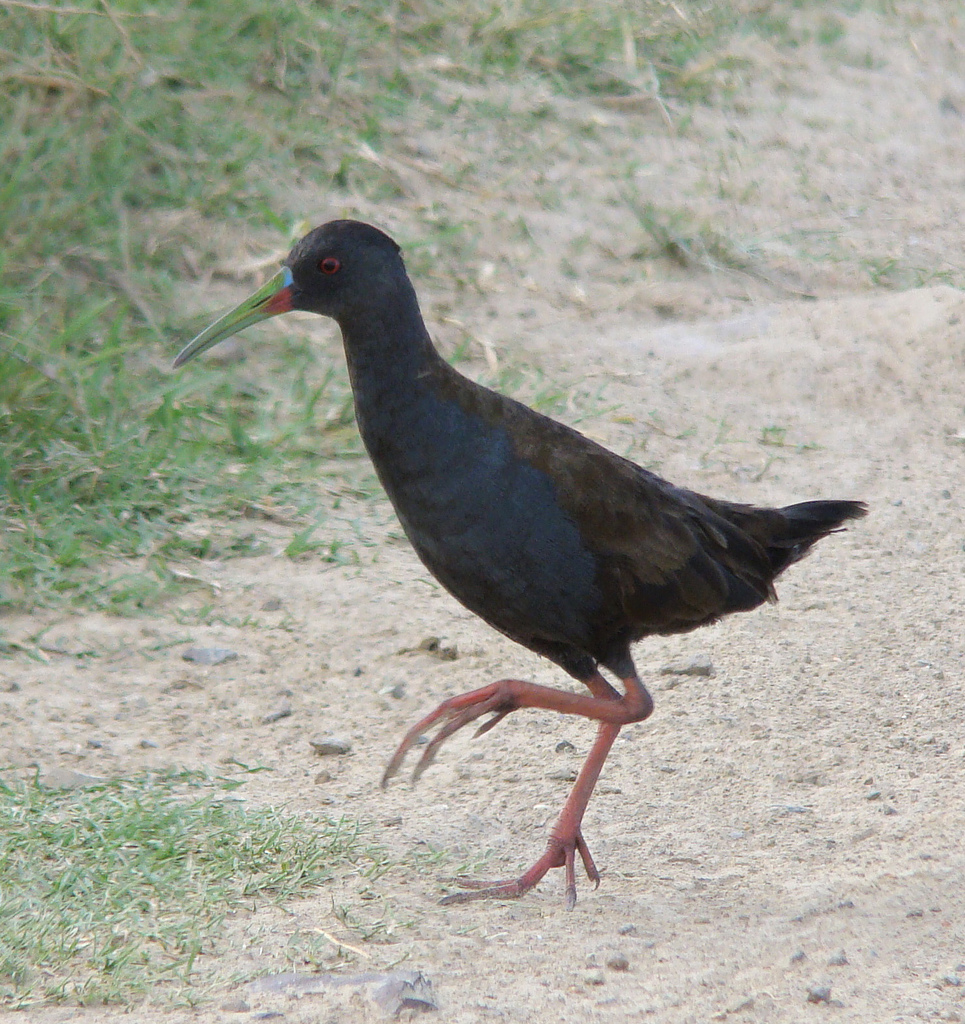
Szürke guvat (Pardirallus sanguinolentus)

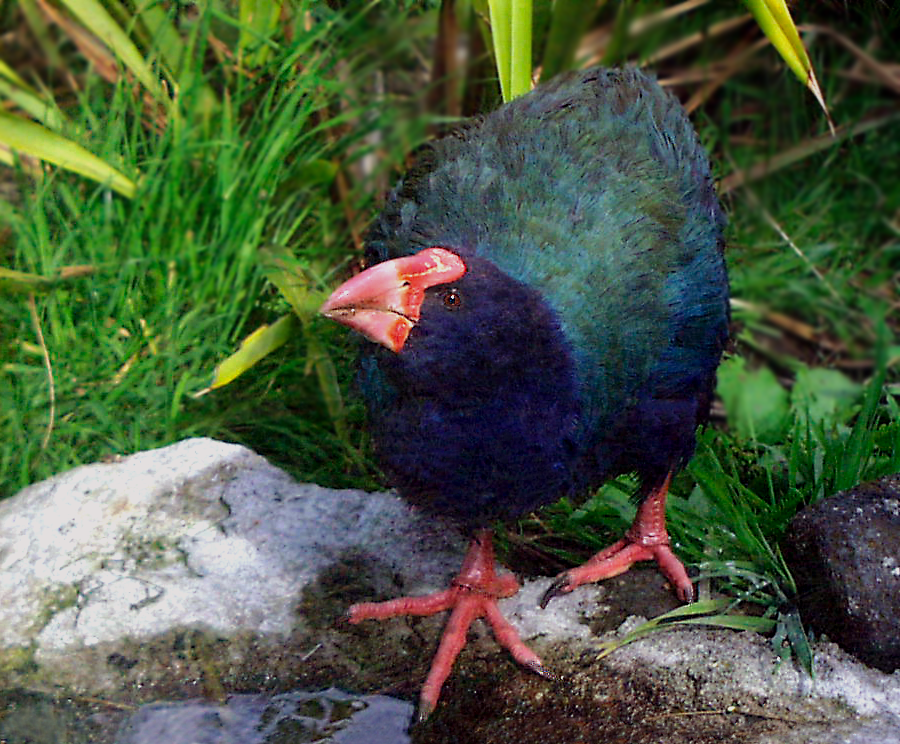
Takahe (Porphyrio mantelli)

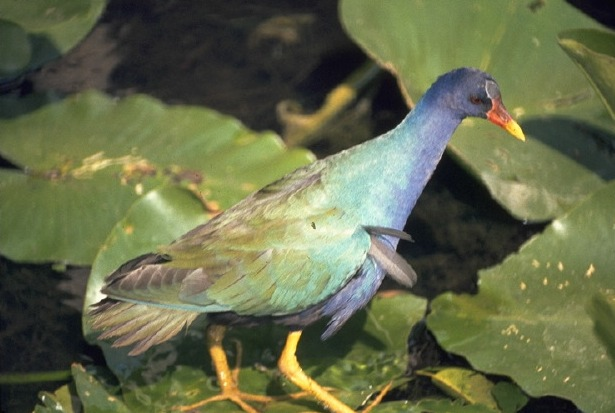
Amerikai szultántyúk (Porphyrio martinicus)

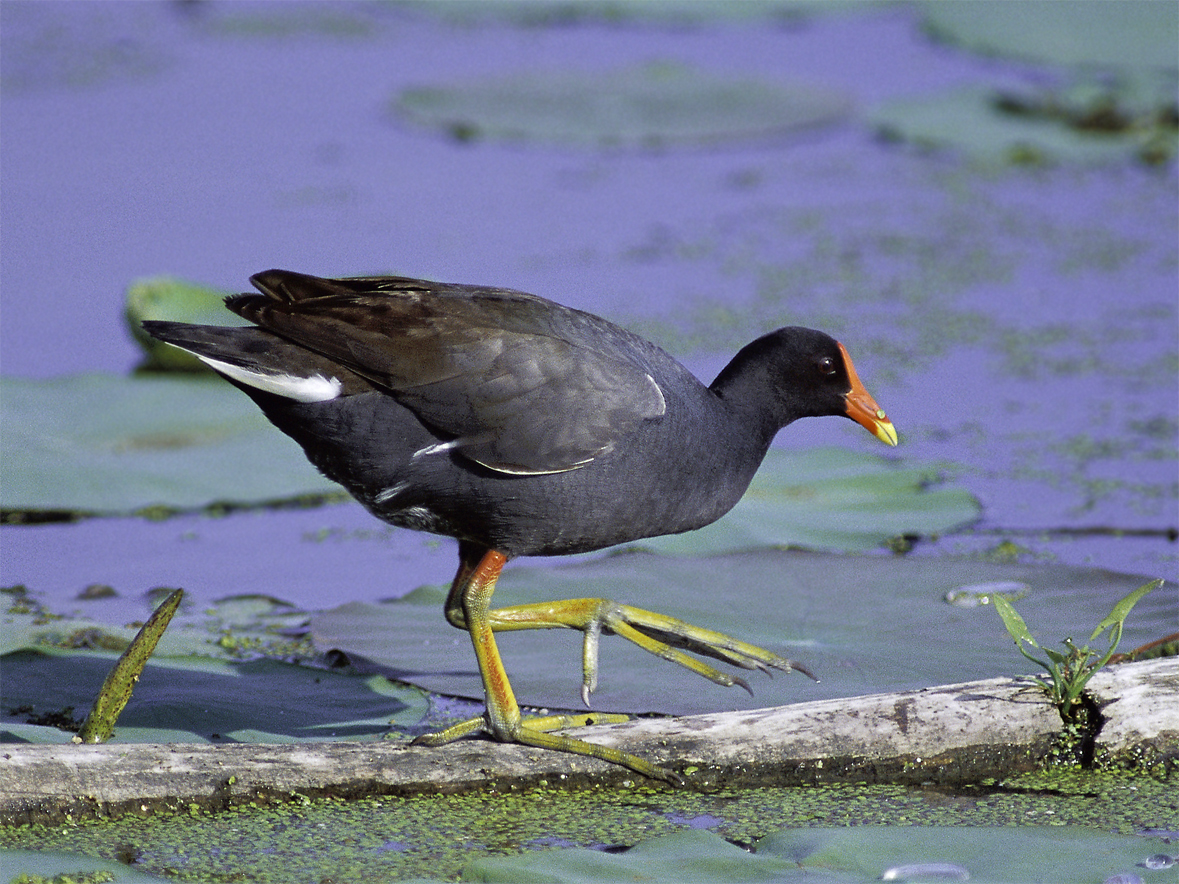
Vízityúk (Gallinula chloropus)

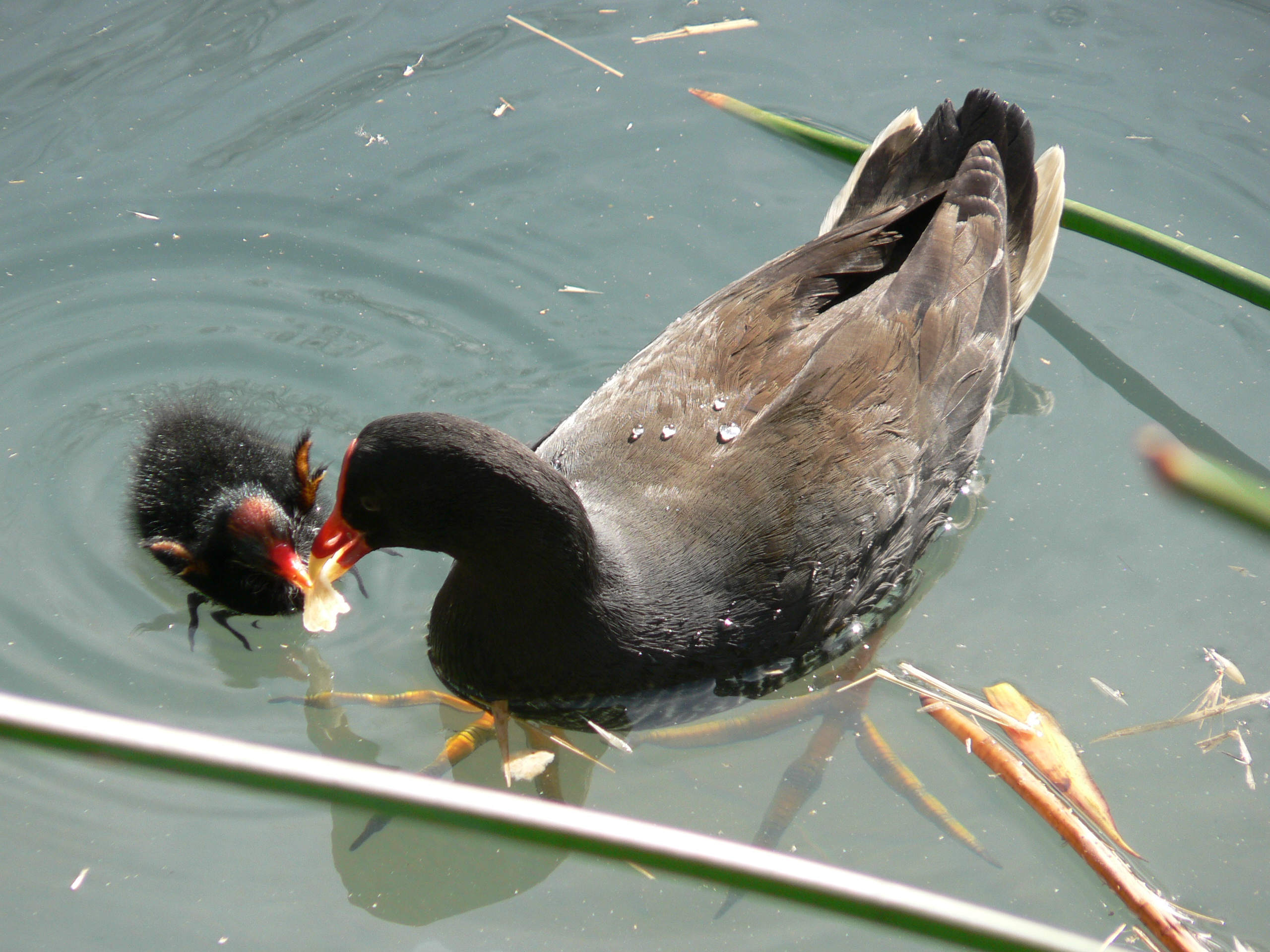
Pápua vízityúk (Gallinula tenebrosa)

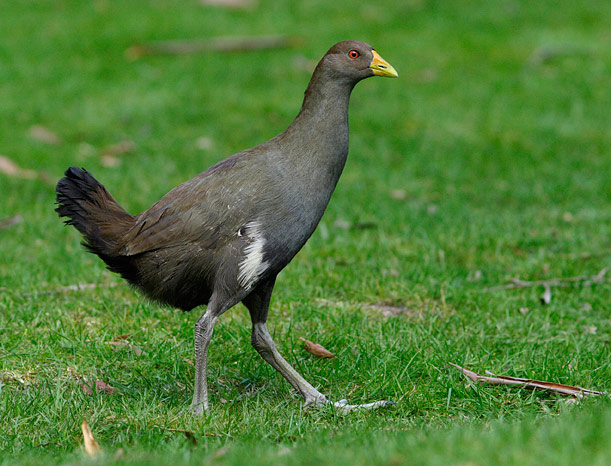
Tasmaniai mocsárityúk (Tribonyx mortierii)

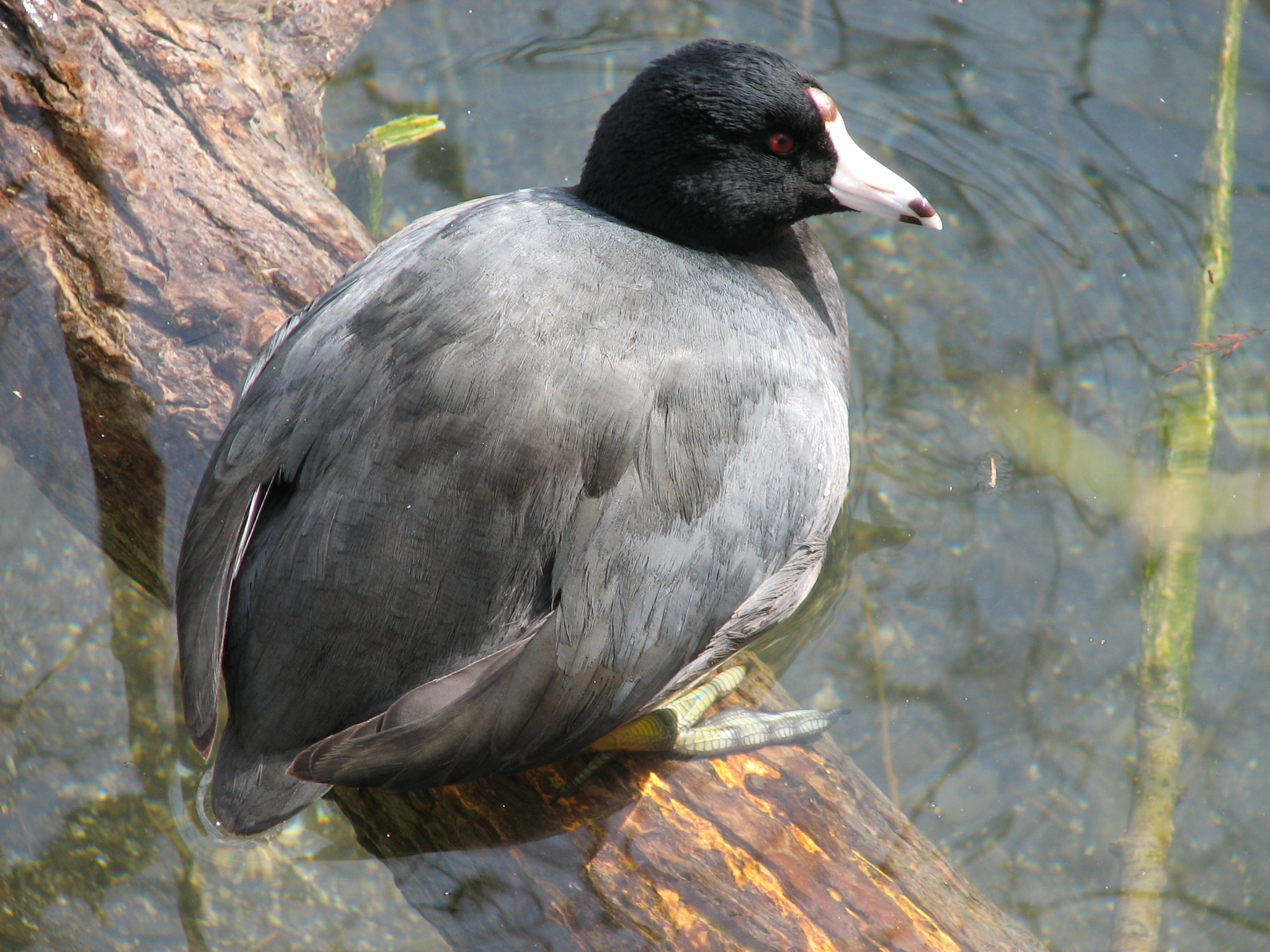
Gyűrűscsőrű szárcsa (Fulica americana)

A guvatfélék (Rallidae) a madarak osztályának darualakúak (Gruiformes) rendjébe tartozó család. 34 nem és 153 faj tartozik a családba.

## Elterjedésük
A növényzetben szegény sarki tájak kivételével az egész Földet benépesítik, sok közülük a partoktól távol eső szigeteket is. Ez a körülmény, valamint kis mozgási hajlandóságuk nagyban elősegítette új fajok képződést.

## Életmódjuk
Egyetlen más madárcsaládban sincs annyi rejtőzködő életmódú faj, mint a guvatfélék között.
Egyesek közülük – a szárcsák – többet tartózkodnak a nyílt vízen, mint a récék.
A legtöbb faj azonban a legsűrűbb növénytakaró között lakik, rendszerint mocsaras talajon. Ilyen környezetben való mozgásukra különösen alkalmas testük, mivel törzsük két oldalról annál keskenyebb és laposabb, minél sűrűbben benőtt helyeken élnek. Így a mozgástól remegő növényzet nem hívja fel a guvatok ellenségeinek figyelmét. Hátcsigolyáik nem nőttek össze, másként elképzelhető sem lenne mozgásuk finom simulékonysága.

## Megjelenésük
A guvatfélék csinos mocsári madarak. Jellemző vonásaik: testük magas és oldalt erősen lapított; nyakuk középhosszú, fejük kicsi; csőrük oldalt összenyomott és ritkán hosszabb a fejüknél; orrlyukaik egymásba nyílnak; lábuk és ujjuk hosszú, hátulsó lábujjuk mindig fejlett; meglehetősen rövid, kerekített szárnyuk összecsukott farkuk végét nem éri el; 12 tollból álló farkuk hosszú és kerekített; dús tollazatuk testhezálló.
Mértük 12–50 cm között változik. Színük többnyire fedőszínek, gyakran pontok vagy csíkok tagolják, sok faj oldala nagyon csíkos. A guvatfélék családjának tagjai mocsaras, vagy legalábbis nedves vidéken élnek; szántóföldön tanyáznak, sőt némelyek erdőben is. Rejtett életmódot folytatnak. Lehetőleg nem mutatkoznak és csak végső szükségből kapnak szárnyra. Lakóhelyük növényzetében mesterien el tudnak rejtőzni. Lábukat kitűnően tudják használni; egyesek meglehetősen úsznak, sőt mások jól buknak is.
Nem szánják magukat egykönnyen a repülésre, sőt több szigetlakó faj teljesen elveszítette repülési képességét. Másrészt azonban rövid szárnyaik ellenére némely faj nagy vándorutakat tesz meg.

## Szaporodásuk
A szaporodási szokások számos fajnál kevéssé ismertek vagy ismeretlenek. Leggyakrabban a fészekalj 5–10 tojásból áll. A fészek elhagyása általában 1 hónap után történik.

## Rendszerezés
A család az alábbi nemeket és fajokat foglalja magában.
- Canirallus (Bonaparte, 1856) – 1 faj
  - pápaszemes guvat (Canirallus oculeus)

- Mustelirallus (Bonaparte, 1856) – 1 faj
  - szürketorkú guvat (Mustelirallus albicollis), korábban (Porzana albicollis)

- Neocrex (Sclater & Salvin, 1869) – 2 faj
  - aranycsőrű vízicsibe (Neocrex erythrops)
  - kolumbiai vízicsibe (Neocrex colombianus)

- Cyanolimnas (Barbour & Peters, 1927) – 1 faj
  - Zapata-mocsári guvat (Cyanolimnas cerverai)

- Pardirallus (Bonaparte, 1856) – 3 faj
  - foltos guvat (Pardirallus maculatus)
  - özvegy guvat (Pardirallus nigricans)
  - szürke guvat (Pardirallus sanguinolentus)

- Amaurolimnas (Sharpe, 1893) – 1 faj
  - egyszínű guvat (Amaurolimnas concolor)

- Aramides (Pucheran, 1845) – 8 faj
  - vöröstorkú erdeiguvat (Aramides gutturalis) – kihalt
  - barnasapkás erdeiguvat (Aramides axillaris)
  - szürkenyakú erdeiguvat (Aramides cajanea)
  - vörösszárnyú erdeiguvat (Aramides calopterus)
  - parti guvat (Aramides mangle)
  - Saracura-guvat (Aramides saracura)
  - Esmeralda-erdeiguvat (Aramides wolfi)
  - Ypecaca-guvat (Aramides ypecaha)

- Rallus (Linnaeus, 1758) – 14 faj
  - virginiai guvat (Rallus limicola)
  - ecuadori guvat (Rallus aequatorialis), korábban (Rallus limicola aequatorialis)
  - királyguvat (Rallus elegans)
  - azték guvat (Rallus tenuirostris), korábban (Rallus elegans tenuirostris)
  - kelepelő guvat (Rallus crepitans)
  - Ridgway-guvat (Rallus obsoletus), korábban (Rallus crepitans obsoletus)
  - mangroveguvat (Rallus longirostris)
  - bogotá guvat (Rallus semiplumbeus)
  - Wetmore-guvat (Rallus wetmorei)
  - Magellán-guvat (Rallus antarcticus)
  - guvat (Rallus aquaticus)
  - kelet-ázsiai guvat (Rallus indicus), korábban (Rallus aquaticus indicus)
  - kaffer guvat (Rallus caerulescens)
  - madagaszkári guvat (Rallus madagascariensis)

- Crex Bechstein, 1803 – 2 faj
  - haris (Crex crex)
  - afrikai haris (Crex egregia) - korábban Ortygometra egregia-ként vagy Crecopsis egregia-ként volt ismert

- Rougetius (Bonaparte, 1856) – 1 faj
  - Rouget-guvat (Rougetius rougetii) más néven (Rallus rougetii)

- Dryolimnas (Sharpe, 1893) – 1 élő és 2 kihalt faj
  - fehértorkú guvat (Dryolimnas cuvieri)
    - aldabrai fehértorkú guvat (Dryolimnas cuvieri aldabranus)
    - Assumption szigeti fehértorkú guvat (Dryolimnas cuvieri abbotti) - kihalt a 20. század első évtizedeiben

  - réunioni guvat (Dryolimnas augusti) - kihalt a 17. században
  - Cheke-guvat (Dryolimnas chekei)  - kihalt a 17. században

- Aramidopsis (Sharpe, 1893) – 1 faj
  - horkoló guvat (Aramidopsis plateni)

- Lewinia (Gray, 1855) – 4 faj
  - palaszürke guvat (Lewinia pectoralis) más néven (Rallus pectoralis)
  - barnacsíkos guvat (Lewinia mirifica) más néven (Rallus mirificus)
  - auckland-szigeteki guvat (Lewinia muelleri) más neven (Rallus muelleri)
  - szürkemellű guvat (Lewinia striata), korábban (Gallirallus striatus)

- Diaphorapteryx – 1 kihalt faj
  - Hawkins-guvat (Diaphorapteryx hawkinsi) – kihalt

- Habroptila (Gray, 1860) – 1 faj
  - dobos guvat (Habroptila wallacii)

- Gallirallus (Lafresnaye, 1841) – 3 faj
  - weka (Gallirallus australis)
  - calayai guvat (Gallirallus calayanensis)
  - Sharpe-guvat (Gallirallus sharpei) – kihalt

- Eulabeornis (Gould, 1844) – 1 faj
  - Eulabeornis castaneoventris

- Cabalus (Hutton, 1874) – 2 kihalt faj
  - új-kaledóniai bozótguvat (Cabalus lafresnayanus), vagy (Gallirallus lafresnayanus) más néven (Tricholimnas lafresnayanus) – kihalt
  - chatham-szigeteki guvat (Caballus modestus) más néven (Gallirallus modestus)   – kihalt

- Hypotaenidia (Reichenbach, 1853) – 8 élő és 4 kihalt faj
  - okinavai guvat (Hypotaenidia okinawae), vagy  (Gallirallus okinawae) más néven (Habropteryx okinawae)
  - szakállas guvat (Hypotaenidia torquata), vagy (Gallirallus torquatus) más néven (Habropteryx torquatus)
  - szalagos guvat (Hypotaenidia philippensis), vagy (Gallirallus philippensis)
  - guami guvat (Hypotaenidia owstoni), vagy (Gallirallus owstoni)
  - új-britanniai guvat (Hypotaenidia insignis) vagy (Gallirallus insignis) más néven (Habropteryx insignis)
  - roviana szigeti guvat (Hypotaenidia rovianae) vagy (Gallirallus rovianae)
  - Salamon-szigeteki csíkosszárnyú guvat (Hypotaenidia woodfordi) vagy (Nesoclopeus woodfordi)
  - fidzsi csíkosszárnyú guvat (Hypotaenidia poeciloptera) vagy (Nesoclopeus poecilopterus) – kihalt
  - barna bozótguvat (Hypotaenidia sylvestris) vagy (Gallirallus sylvestris) más néven (Tricholimnas sylvestris)
  - csíkos guvat (Hypotaenidia dieffenbachii) vagy (Gallirallus dieffenbachii) – kihalt
  - tahiti guvat (Hypotaenidia pacifica) vagy (Gallirallus pacificus) – kihalt
  - wake-szigeti guvat (Hypotaenidia wakensis), vagy (Gallirallus wakensis) – kihalt

- Porphyriops (Pucheran, 1845) – 1 faj
  - álarcos vízityúk (Porphyriops melanops), vagy (Gallinula melanops)

- Porzana (Vieillot, 1816) – 3 faj
  - pettyes vízicsibe (Porzana porzana)
  - folyólakó vízicsibe (Porzana fluminea)
  - álarcos vízicsibe más néven karolin-vízicsibe (Porzana carolina)

- Tribonyx (Du Bus, 1840) – 2 élő és 1 kihalt faj
  - vöröslábú mocsárityúk (Tribonyx ventralis), más néven (Gallinula ventralis)
  - tasmaniai mocsárityúk (Tribonyx mortierii), más néven (Gallinula mortierii)
  - új-zélandi mocsárityúk (Tribonyx hodgenorum) más néven (Gallinula hodgenorum) - kihalt a 15. század előtt

- Paragallinula (Sangster, Garcia-R & Trewick, 2015) – 1 faj
  - törpe vízityúk (Paragallinula angulata), korábban (Gallinula angulata)

- Gallinula (Brisson, 1760) – 5 élő és 2 kihalt faj
  - szamoai vízityúk (Gallinula pacifica) más néven (Pareudiastes pacificus) – kihalt
  - San Cristobal vízityúk (Gallinula silvestris) más néven (Pareudiastes silvestris)
  - Trisdan da Cunha vízityúk (Gallinula nesiotis) más néven (Porphyriornis nesiotis) – kihalt
  - gough-szigeti vízityúk (Gallinula comeri) más néven (Porphyriornis comeri)
  - vízityúk (Gallinula chloropus)
  - amerikai vízityúk (Gallinula galeata), a vízityúknak az Észak- és Dél-Amerikában élő alfajait 2011 óta különálló fajként ismerik el.
  - pápua vízityúk (Gallinula tenebrosa)

- Hovacrex (Andrews, 1897) – 1 kihalt faj
  - madagaszkári vízityúk (Hovacrex roberti) - régen kihalt

- Fulica (Linnaeus, 1758) – 11 élő és 1 kihalt faj
  - vörösszarvú szárcsa (Fulica rufifrons)
  - ormányos szárcsa (Fulica cornuta)
  - óriásszárcsa (Fulica gigantea)
  - sárgacsőrű szárcsa (Fulica armillata)
  - fehérszárnyú szárcsa (Fulica leucoptera)
  - karibi szárcsa (Fulica caribaea)
  - gyűrűscsőrű szárcsa (Fulica americana)
  - hawaii szárcsa (Fulica alai)
  - andoki szárcsa (Fulica ardesiaca)
  - szárcsa (Fulica atra)
  - bütykös szárcsa (Fulica cristata)
  - maszkarén szárcsa (Fulica newtoni) – kihalt 1700 körül

- Porphyrio (Brisson, 1760) – 10 élő és 5 kihalt faj
  - kék fú (Porphyrio porphyrio)
  - afrikai fú (Porphyrio madagascariensis)
  - szürkefejű fú (Porphyrio poliocephalus)
  - feketehátú fú (Porphyrio indicus)
  - Fülöp-szigeteki fú (Porphyrio pulverulentus)
  - ausztrál fú vagy pukeko (Porphyrio melanotus)
  - takahe (Porphyrio hochstetteri)
  - északi-szigeti takahe (Porphyrio mantelli) más néven (Notornis mantelli) – kihalt a 18. században
  - afrikai szultántyúk (Porphyrio alleni) más néven (Porphyrula alleni)
  - amerikai szultántyúk (Porphyrio martinicus) más néven (Porpyrula martinica)
  - azúr szultántyúk (Porphyrio flavirostris) más néven (Porphyrula flavirostris)
  - Lord Howe-szigeti fú (Porphyrio albus) – kihalt a 19. században
  - réunioni szultántyúk (Porphyrio coerulescens) – kihalt a 18. században
  - Új-kaledóniai szultántyúk (Porphyrio kukwiedei) – kihalt a 17. században
  - Marquesas-szigeteki szultántyúk (Porphyrio paepae) – kihalt a 19. században

- Micropygia (Bonaparte, 1856) – 1 faj
  - Schomburgk-vízicsibe (Micropygia schomburgkii)

- Rufirallus (Bonaparte, 1856) – 2 faj
  - rozsdásfejű vízicsibe (Rufirallus viridis), korábban (Anurolimnas viridis)
  - barnafejű vízicsibe (Rufirallus castaneiceps), korábban (Anurolimnas castaneiceps)

- Coturnicops (Gray, 1855) – 3 faj
  - sárga vízicsibe (Coturnicops noveboracensis)
  - Darwin-vízicsibe (Coturnicops notatus)
  - mandzsuríai vízicsibe (Coturnicops exquisitus)

- Atlantisia (Lowe, 1923) – 1 faj
  - Atlantisz-guvat (Atlantisia rogersi)

- Laterallus (Gray, 1855) – 12 faj [1][2]
  - csíkos törpeguvat (Laterallus fasciatus)[1] vagy Anurolimnas fasciatus[2]
  - vöröstorkú törpeguvat (Laterallus melanophaius)
  - venezuelai törpeguvat (Laterallus levraudi)
  - rubin törpeguvat (Laterallus ruber)
  - fehértorkú törpeguvat (Laterallus albigularis[2] vagy Limnocrex albigularis[1]
  - amazonasi törpeguvat (Laterallus exilis)
  - sárgamellű törpeguvat vagy sárgamellű vízicsibe (Laterallus flaviventer), korábban (Porzana flaviventer)
  - juhász guvat (Laterallus jamaicensis[2] vagy Creciscus jamaicensis[1]
  - galápagosi guvat (Laterallus spilonota[2] vagy Creciscus spilonota[1]
  - foltos vízicsibe (Laterallus spiloptera) (Porzana spiloptera)
  - vörösképű törpeguvat (Laterallus xenopterus)
  - fehérmellű törpeguvat (Laterallus leucopyrrhus)

- Mundia (Olson, 1973) – 1 faj
  - Ascension-szigeti guvat (Mundia elpenor), korábban (Atlantisia elpenor) – kihalt

- Aphanocrex (Wetmore, 1963) – 1 faj
  - Szent Ilona-szigeti guvat (Aphanocrex podarces) , korábban (Atlantisia podarces) – kihalt

- Zapornia (Leach, 1816) – 10 élő és 5 kihalt faj
  - mór vízicsibe (Zapornia flavirostra) vagy  (Amaurornis flavirostra) más néven (Limnocorax flavirostra)
  - madagaszkári vízicsibe (Zapornia olivieri) vagy (Amaurornis olivieri)
  - fahéjszínű vízicsibe (Zapornia fusca) vagy (Porzana fusca) más néven (Corethrura fusca)
  - mandarin vízicsibe (Zapornia  paykullii) vagy (Porzana paykullii) más néven (Corethrura paykullii)
  - feketefarkú vízicsibe (Zapornia bicolor) vagy (Amaurornis bicolor) más néven (Limnocorax bicolor)
  - barnahasú lápityúk (Zapornia akool) vagy (Amaurornis akool)
  - törpe vízicsibe (Zapornia pusilla) vagy (Porzana pusilla)
  - Szent Ilona-szigeti vízicsibe (Zapornia astrictocarpus) vagy (Porzana astrictocarpus) – kihalt
  - kis vízicsibe (Zapornia parva) vagy (Porzana parva)
  - déltengeri vízicsibe (Zapornia tabuensis) vagy (Porzana tabuensis) más néven (Limnocorax tabuensis)
  - kosrae-szigeti vízicsibe (Zapornia monasa) vagy (Porzana monasa) – kihalt
  - Miller-vízicsibe (Zapornia nigra) vagy (Porzana nigra) – kihalt
  - henderson-szigeti vízicsibe (Zapornia atra) vagy (Porzana atra) más néven (Limnocorax atra)
  - hawaii vízicsibe (Zapornia sandwichensis) vagy (Porzana sandwichensis) más néven (Corethrura sandwichensis)– kihalt
  - Laysan-vízicsibe (Zapornia palmeri) vagy (Porzana palmeri) – kihalt

- Rallina (Gray, 1846) – 4 faj
  - háromszínű guvat (Rallina tricolor)
  - andamáni guvat (Rallina canningi)
  - hindu guvat (Rallina eurizonoides)
  - maláj guvat (Rallina fasciata)

- Gymnocrex (Salvadori, 1875) – 3 faj
  - vörösszárnyú mangroveguvat (Gymnocrex plumbeiventris)
  - celebeszi mangroveguvat (Gymnocrex rosenbergii)
  - talaud-szigeteki guvat (Gymnocrex talaudensis)

- Himantornis (Hartlaub, 1855) – 1 faj
  - vöröslábú guvat (Himantornis haematopus)

- Megacrex (Albertis & Salvadori, 1879) – 1 faj
  - új-guineai gyalogguvat (Megacrex inepta)

- Poliolimnas (Sharpe, 1893) – 1 faj
  - barnás vízicsibe (Poliolimnas cinereus) más néven (Porzana cinerea)

- Aenigmatolimnas (Peters, 1932) – 1 faj
  - csíkos vízicsibe (Aenigmatolimnas marginalis)

- Gallicrex (Blyth, 1852) – 1 faj
  - vízikakas (Gallicrex cinerea)

- Amaurornis (Reichenbach, 1853) – 9 faj
  - Isabella-lápityúk (Amaurornis isabellina)
  - Fülöp-szigeteki lápityúk (Amaurornis olivacea)
  - vörösfarkú lápityúk (Amaurornis moluccana)
  - talaud-szigeteki lápityúk (Amaurornis magnirostris)
  - fehérmellű lápityúk (Amaurornis phoenicurus)

- Aphanapteryx (Frauenfeld, 1868) – 1 kihalt faj
  - mauritiusi vörös guvat (Aphanapteryx bonasia) – kihalt

- Erythromachus (Milne-Edwards, 1874) – 1 kihalt faj
  - Leguat-guvat (Erythromachus leguati), korábban (Aphanapteryx leguati) – kihalt

- Capellirallus – 1 kihalt faj
  - szalonkacsőrű guvat (Capellirallus karamu) – régen kihalt

- Vitirallus (T. H. Worthy, 2004) – 1 kihalt faj
  - fidzsi-szigeteki guvat (Vitirallus watlingi) - régen kihalt

- Nesotrochis (Wetmore, 1918) – 3 kihalt faj
  - Antillai barlangi guvat (Nesotrochis debooyi) – régen kihalt vagy 20. század eleje
  - kubai barlangi guvat (Nesotrochis picapicensis) – régen kihalt
  - hispaniolai barlangi guvat ''(Nesotrochis steganinos) – régen kihalt

## Áthelyezett fajok
Az alábbi nemeket kivonták a guvatfélék családjából és létrehozták számukra a bolyhosfarkú-félék (Sarothruridae) családot :
- Sarothrura (Heine, 1890) – 9 faj
  - csíkos bolyhosfarkú (Sarothrura affinis)
  - fehérszárnyú bolyhosfarkúmadár (Sarothrura ayresi)
  - csíkosbegyű bolyhosfarkúmadár (Sarothrura boehmi)
  - gyöngyös bolyhosszárnyúmadár (Sarothrura elegans)
  - hova bolyhosfarkú (Sarothrura insularis)
  - pettyes bolyhosfarkú (Sarothrura lugens)
  - pettyegetett bolyhosfarkú (Sarothrura pulchra)
  - vörösmellű bolyhosfarkú (Sarothrura rufa)
  - lemur bolyhosfarkú (Sarothrura watersi)

- Mentocrex (Peters, 1932) – 2 faj
  - madagaszkári erdeiguvat (Mentocrex kioloides), korábban (Canirallus kioloides)
  - Tsingy erdeiguvat (Mentocrex beankaensis)

- Rallicula (Schlegel, 1871) – 4 faj
  - nimfa guvat (Rallicula forbesi), korábban (Rallina forbesi)
  - tüskés guvat (Rallicula leucospila), korábban (Rallina leucospila)
  - Mayr-guvat (Rallicula mayri), korábban (Rallina mayri)
  - gesztenyebarna guvat (Rallicula rubra), korábban (Rallina rubra)